# Claire
Claire ist die französische Form des weiblichen Vornamens Klara.

## Bedeutung
Der Name stammt von dem lateinischen Wort „clara“ und bedeutet übertragen etwa die „Leuchtende“, „Klare“, „Helle“, „Berühmte“ oder auch die „Süße“.
Das französische Adjektiv „clair(e)“ bedeutet auf Deutsch „hell“ und „klar“.

## Varianten
- Cläre
- Clair
- Clare
- Clara, Klara

## Namenstag
- 11. August, hl. Klara von Assisi
- 17. August, hl. Klara von Montefalco

## Bekannte Namensträgerinnen
Als Vorname:
- Claire Bloom (* 1931), britische Schauspielerin
- Claire Bretécher (1940–2020), französische Zeichnerin und Autorin
- Claire Castillon (* 1975), französische Schriftstellerin
- Claire Louise Coombs (* 1974), Prinzessin von Belgien und Ehefrau von Prinz Laurent von Belgien
- Claire Daly (1958–2024), US-amerikanische Jazzmusikerin
- Claire Dames (* 1981), US-amerikanische Pornodarstellerin
- Claire Danes (* 1979), US-amerikanische Schauspielerin
- Claire Denis (* 1946), französische Filmregisseurin und Drehbuchautorin
- Claire Duhamel (1925–2014), französische Schauspielerin
- Claire de Duras (1777–1828), französische Schriftstellerin und Salonière
- Claire Eckstein (1904–1994), deutsche moderne Tänzerin und Choreographin
- Claire Forlani (* 1971), britische Schauspielerin
- Claire Foy (* 1984), britische Schauspielerin
- Claire Gagnier (1924–2022), kanadische Sopranistin
- Claire Gérard (1889–1971), belgische Theater- und Filmschauspielerin
- Claire Gmachl (* 1967), österreichische Physikerin
- Claire Goll (1890–1977), deutsch-französische Schriftstellerin und Journalistin
- Claire Holt (* 1988), australische Schauspielerin
- Claire Krähenbühl (* 1942), Schweizer Schriftstellerin und Künstlerin
- Claire Kronburger (1905–nach 1927), deutsche Stummfilmschauspielerin
- Claire Lavogez (* 1994), französische Fußballspielerin
- Claire Lecat (* 1965), französische Judoka
- Claire Levacher (* 1967), französische Dirigentin
- Claire Marienfeld (* 1940), deutsche Politikerin
- Claire Mathieu (* 1965), französische Informatikerin und Mathematikerin
- Claire McCaskill (* 1953), US-amerikanische Politikerin (Demokratische Partei)
- Claire Nadeau (* 1945), französische Schauspielerin
- Claire Oelkers (* 1985), deutsche Musikerin und Schauspielerin
- Claire Perry (* 1964), britische Politikerin
- Claire Préaux (1904–1979), belgische Altphilologin und Althistorikerin
- Claire Rommer (1904–1996), deutsche Schauspielerin
- Claire Simon (* 1955), französische Filmregisseurin
- Claire Sinclair (* 1991), US-amerikanisches Model
- Claire Trevor (1910–2000), US-amerikanische Schauspielerin
- Claire Voisin (* 1962), französische Mathematikerin
- Claire Waldoff (1884–1957), deutsche Chanson-Sängerin
- Claire Yarlett (*  1965), britisch-US-amerikanische Schauspielerin
- Claire Windsor (1892–1972), US-amerikanische Schauspielerin der Stummfilmära

Claire gibt es auch als männlichen Vornamen:
- Claire Alexander (* 1945), ehemaliger kanadischer Eishockeyspieler und -trainer
- Claire Allen (1853–1942), US-amerikanischer Architekt
- Claire Lee Chennault (1890–1958), US-amerikanischer Pilot, Kommandant der „Flying Tigers“

Als Familienname:
- Caroline Claire (* 2000), US-amerikanische Freestyle-Skierin
- Evelyn Claire (* 1996), US-amerikanische Pornodarstellerin, Schauspielerin und Streamerin
- Ina Claire (1893–1985), US-amerikanische Film- und Bühnenschauspielerin
- Lenora Claire (* 1980), US-amerikanische Schauspielerin
- Taylor St. Claire (* 1969), US-amerikanische Pornodarstellerin
- Yvette Gastauer-Claire (* 1957), luxemburgische Bildhauerin und Medailleurin

## Literarische Figuren
- Claire Zachanassian, Hauptfigur in Friedrich Dürrenmatts Der Besuch der alten Dame
- Claire Elisabeth Beauchamp Randall Fraser, Protagonistin in Diana Gabaldons Highland-Saga
- Claire Underwood, Protagonistin in der Netflix-Serie House of Cards (Fernsehserie)